# Joaquín Tuculet
Joaquín Tuculet (La Plata, 8 de agosto de 1989) es un exjugador argentino de rugby que se desempeñó como fullback. Formó parte de la Selección nacional hasta su retiro del equipo en 2020.
En abril de 2022, anunció su retiro definitivo del deporte.

## Trayectoria en Clubes
Joaquín Tuculet surgió del Club Los Tilos de la ciudad de La Plata, donde jugó desde 2010 hasta 2011. Luego sería contratado por el club inglés de la Guinness Premiership, el Sale Sharks, llegando a jugar con dicho equipo 18 partidos entre 2011 y 2012 y convirtiendo 10 puntos.
Finalizado su contrato con el club en 2012, ficharía para el Grenoble francés del Top 14, club en el cual permaneció hasta 2013. Aquel año llegaría al Union Bordeaux Bègles (Top 14 de Francia), pero meses después fue contratado por el Cardiff Blues (Gales).
El 16 de diciembre de 2015, con la fundación de Jaguares, dejaría a los Blues de Cardiff para jugar en la franquicia argentina del Super Rugby.
En septiembre de 2020 dio por finalizado su contrato con la Unión Argentina de Rugby, lo que lo apartaría de la  Selección nacional y de Jaguares. Su siguiente destino sería el Toronto Arrows de la Major League Rugby.

## Selección nacional
Fue convocado por primera vez para un seleccionado nacional argentino en 2008, específicamente para la Sub-19, donde anotaría 27 puntos.
Entre 2008 y 2009 fue convocado para disputar 10 caps con la Selección juvenil. 
En 2011 pasó a ser integrante de los Pampas XV, con quienes ganó la Vodacom Cup.
Con la Selección argentina, debutó en un partido contra Italia en San Juan, Argentina, el 9 de junio de 2012.
En 2013 jugó su primer partido en el Rugby Championship contra Sudáfrica.
Fue seleccionado para formar parte de la Selección argentina que participó en la Copa Mundial de Rugby de 2015.En la victoria de Argentina contra Tonga 45-16, anotó un ensayo. En el partido de cuartos de final, que significó una victoria por 43-20 sobre Irlanda en el Millennium Stadium de Cardiff, Tuculet volvería a anotar un ensayo para su equipo.
En septiembre de 2020, luego de rescindir su contrato con la Unión Argentina de Rugby (UAR), Joaquín anunció su retiro de la Selección tras haber formado parte del equipo durante ocho años.

## Estadísticas con la Selección nacional
| Período         | Selección                         | Caps | Puntos        |
| --------------- | --------------------------------- | ---- | ------------- |
| 2008            | Argentina Sub-19                  | 3    | 27            |
| 2008-2009       | Argentina Sub-20                  | 10   | sin registros |
| 2009-2011       | Argentina XV (actuales Pampas XV) | 12   | 48            |
| 2010            | Pumas Sevens                      | 4    | sin registros |
| 2012-actualidad | Argentina (Pumas)                 | 40   | 55            |

*Actualizado hasta noviembre de 2016.

## Estadísticas en equipos
| Equipo                | Período   | País       | Liga/Competencia     | Puntos (PJ) |
| --------------------- | --------- | ---------- | -------------------- | ----------- |
| Los Tilos             | 2010-2011 | Argentina  | URBA                 | 10 (3)      |
| Sale Sharks           | 2011-2012 | Inglaterra | Guinness Premiership | 10 (18)     |
| FC Grenoble Rugby     | 2012-2013 | Francia    | Top 14               | 18 (22)     |
| Union Bordeaux Bègles | 2013-2014 | Francia    | Top 14               | 10 (4)      |
| Cardiff Blues         | 2014-2015 | Gales      | Pro 12 Rugby         | 15 (13)     |
| Jaguares              | 2016-2020 | Argentina  | Super Rugby          | 5 (8)       |

## Palmarés y distinciones notables
- Seleccionado para jugar con Barbarians.
- Ganador de la Vodacom Cup en 2011 (primer título de Pampas XV en competencia).[14]
- Autor del mejor try de 2017 con 14.000 puntos (World Rugby Awards, Mónaco), convertido en Argentina-Inglaterra.[15][16]